# Der Heldenritt im wilden Westen
Der Heldenritt im wilden Westen (Originaltitel: Lucky Larkin) ist ein US-amerikanischer Stummfilmwestern aus dem Jahr 1930 von Harry Joe Brown mit Ken Maynard in der Hauptrolle. Der Pre-Code-Film wurde von Universal Pictures in den Verleih gebracht.

## Handlung
Der Pferdezüchter Colonel Lee wird von Männern terrorisiert, die ihn von seinem Land vertreiben wollen, damit seine Pferde nicht an den Rennen des Bezirks teilnehmen können. Lee lehnt ein Kaufangebot für seine Ranch von Martin Brierson ab. Pete, Briersons Bruder, der wegen seiner Vorstrafen untergetaucht ist, brennt die Scheune des Colonels nieder und verletzt seine Pferde. 
Lucky Larkin ist überzeugt, dass Brierson für die Terrortaktik verantwortlich ist und plant, Tarzan, das Lieblingspferd des Colonels, zu reiten. Brierson tut sein Bestes, um das Pferd zu disqualifizieren, aber Larkin überlistet ihn und gewinnt das Rennen. Er nimmt Pete gefangen und zwingt ihn zu einem Geständnis. Die Brierson-Brüder werden vor Gericht gestellt und Larkin gewinnt das Herz von Emmy Lou, die Tochter des Ranchers Bill Parkinson.

## Hintergrund
Der Film wurde ohne Dialog gedreht. Er verfügt über eine synchronisierte Tonspur für Musik und Soundeffekte.

## Veröffentlichung
Die Premiere des Films fand am 2. März 1930 statt. 1931 kam er im Deutschen Reich in die Kinos.

## Kritiken
Im Magazin The Film Daily wurde der Film als guter Western voller Spannung mit schnellem, atemlosen Tempo gelobt.
Auch die Variety lobte Spannungsgehalt und Tempo, kritisierte aber auch die fehlende Schauspielkunst.